# Enrique García
Pour les articles homonymes, voir García.
Enrique García (né le 20 novembre 1912 à Santa Fe en Argentine et mort le 23 août 1969 dans la même ville) est un joueur de football international argentin, qui évoluait au poste de milieu de terrain.

## Biographie

### Carrière en club
Ailier gauche talentueux, Enrique devient un des joueurs favoris du Che Guevara lorsqu'il évolue au Central.

### Carrière en sélection
Avec l'équipe d'Argentine, il dispute 35 matchs (pour 9 buts inscrits) entre 1935 et 1943. Il figure notamment dans le groupe des sélectionnés lors des Copa América de 1937 et de 1941.

## Palmarès
| Argentine - Copa América (2) : - Vainqueur : 1937 et 1941. |  | - Copa Lipton (1) : - Vainqueur : 1937. |